# نیکو هممن
نیکو هممن (انگلیسی: Nico Hammann؛ زادهٔ ۱۶ مارس ۱۹۸۸) بازیکن فوتبال اهل آلمان است.
از باشگاه‌هایی که در آن بازی کرده‌است می‌توان به باشگاه فوتبال ماگدبورگ ۱، باشگاه فوتبال کارل زایس ینا، باشگاه فوتبال آرمینیا بیله‌فلد، باشگاه فوتبال اس‌وی زاندهاوزن، و باشگاه فوتبال هوفنهایم اشاره کرد.